# Papers: Revista de Sociologia
«Papers. Revista de Sociologia» és una revista acadèmica del Departament de Sociologia de la Universitat Autònoma de Barcelona fundada l'any 1972; és la degana de les revistes catalanes de sociologia i va ser promoguda pel Departament de Sociologia de la Universitat Autònoma de Barcelona. Es publica en català i castellà, té una periodicitat trimestral i tots els seus continguts estan disponibles en format electrònic de manera gratuïta. Des de l'any 2011, compta amb la seva pròpia web.
El número 9 de la revista, publicat a principis de 1979, va ser dedicat monogràficament al feminisme. Amb el títol de Dona i societat, va donar veu a professores i estudiants de sociologia i debatre l'obra La mujer en la Guerra Civil Española, de Carmen Alcalde. Una crònica de l'època de La Vanguardia va equiparar la iniciativa a la de la revista francesa Tel Quel, que l'hivern de 1977 també va dedicar les seves pàgines al feminisme. També tracta altres temes entorn des d'un prisma sociològic, com ara les noves formes de família.
El 1982, amb la publicació del número 17, va iniciar una nova etapa amb Marina Subirats com a directora i un consell de redacció format per Judith Astelarra, Salvador Cardús, Joaquim Casal, José Luis Crespán, Joan Estruch, Maria Jesús Izquierdo, Fausto Miguélez i Adolfo Perinat. La revista era editada per Edicions 62 i Península.